# 佐古瑠美
佐古 瑠美（さこ るみ、1998年5月2日 - ）は、日本の女子バスケットボール選手。ポジションはガードフォワード。神奈川県出身。デンソーアイリス所属。バスケットボール男子日本代表アシスタントコーチの佐古賢一は叔父に当たる。丸紅の佐古愛は実妹

## 来歴
東京都日野市で幼少期を過ごし日野市内にあるバスケットクラブに三姉妹で所属。その後、母親の美保氏の実家で小学校時代を過ごす。両親が厳しかった為、練習を休むことは決して出来ない状況をバネにし成長していく。藤波中学校で全中優勝、桜花学園高校でも高校三冠を達成。U18日本代表としてアジアカップ準優勝。
卒業後、デンソーに入社。
2021年、引退。

## 経歴
- 坂井ガールズ - 藤波中学校 - 桜花学園高校 - デンソー（2017年〜2021年）

## 日本代表歴
- U18アジアカップ準優勝